# Elf Aquitaine

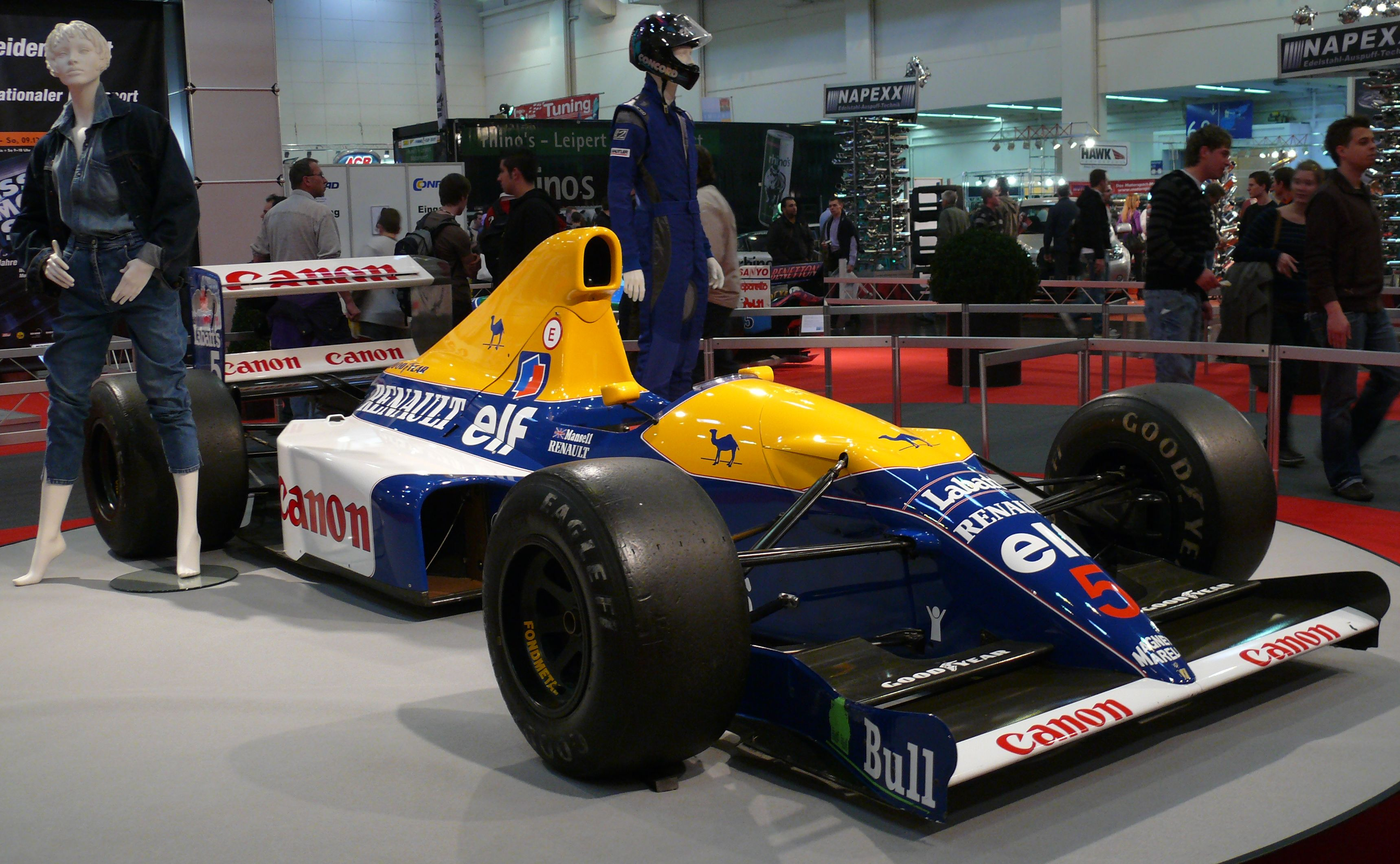
Williams-Renault patrocinado por Elf.

Elf Aquitaine es una empresa francesa de búsqueda, extracción, refinación y distribución de petróleo, que en 2000 fue absorbida por el grupo Total Fina S.A y formó la empresa Total S.A., que se completó en 2003.

## Historia y orígenes
Las tres empresas que dieron origen a Elf Aquitaine fueron
- Régie Autonome des Pétroles (RAP), fundada 29 de julio de 1939 para explotar yacimientos de gas natural de Saint-Marcet en Alto Garona;
- Société Nationale des Pétroles de Aquitania (SNPA), creado a través de una Ley de 10 de noviembre de 1941;
- Oficina de Investigación de Petróleo (BRP), fundada en 1945.

El RAP, el SNPA y BRP se fusionaron en 1966 para formar ERAP (llamada Elf-PAR 1967-1976), quien el 1 de septiembre de 1976 se convirtió en la Société Nationale Elf Aquitaine (SNEA). La marca ELF fue creada el 27 de abril de 1967.

### Fundación y fusiones (1965-1979)
La herencia de Elf Aquitaine tiene sus raíces en tres compañías petroleras francesas: Régie Autonome des Pétroles (RAP), Société Nationale des Pétroles d'Aquitaine (SNPA) y Bureau de Recherches de Pétroles (BRP). Estas entidades se formaron para explotar un yacimiento de gas descubierto en Saint-Marcet, en la región de Aquitania, en el suroeste de Francia, en 1939.
A principios de la década de 1960, con la intención de crear un campeón nacional francés que considerara el petróleo y el gas como un recurso estratégico para el desarrollo económico, bajo el liderazgo del presidente De Gaulle, se crearon otras empresas estatales con objetivos específicos.
- La Union Générale de Distribution de produits pétroliers (UGD) se creó en abril de 1960 con el objetivo de reagrupar y gestionar empresas privadas de petróleo y gas más pequeñas, pero competidoras, como Avia, Caltex, Solydit, ButaFrance, ButaLacq, Lacq, La Mure y CFPP.[2]

- Para contrarrestar la influencia en las actividades de refinación de los conglomerados extranjeros Shell, BP, Esso y Mobil, nació un mes más tarde la Union Générale des Pétroles (UGP), con la misión de crear y explotar una red de instalaciones de refinación y distribución, además de continuar la exploración de petróleo y gas a través del Groupement des exploitants pétroliers (GEP).[2]

En diciembre de 1965, RAP, SNPA y BRP se fusionaron para formar Entreprise de Recherches et d'Activités Pétrolières (ERAP), más tarde Elf-ERAP (Essence Lubricants France). UGP finalmente se fusionó con UGD y se integró al grupo recién formado. La empresa resultante logró una integración vertical, poseyendo activos en todas las fases del negocio de petróleo y gas, desde la exploración hasta la producción, la refinería, la distribución y la investigación.
El 28 de abril de 1967, las distintas marcas y productos de la compañía se unificaron bajo la marca Elf. Elf fue la primera empresa en desarrollar un aceite de competición completamente sintético.
En 1973, Elf se diversificó con la filial SNPA creando una filial farmacéutica, Sanofi, y adquirió los grupos farmacéuticos Labaz, Castaigne y Robilliart, así como la compra de participaciones menores en una empresa de cosméticos.
IEn 1976, Elf-ERAP se fusionó con Antar Pétroles de l'Atlantique para convertirse en la Société Nationale Elf Aquitaine (SNEA), más tarde Elf Aquitaine.

### Engaño y fusión (1979-1993)
En 1979, Elf Aquitaine perdió más de 150 millones de dólares en la Gran Engaño del Detector de Petróleo para desarrollar un nuevo "sistema de detección de petróleo basado en ondas de gravedad", que luego se reveló que era una estafa.
En 1981, Elf Aquitaine adquirió Texasgulf por 3000 millones de dólares estadounidenses, a pesar de la solicitud del gobierno estadounidense de posponer la fusión para estudiar las implicaciones. En aquel momento, Texasgulf era el mayor productor de azufre del mundo, y Elf Aquitaine obtuvo el control mayoritario. Más de un tercio de Texasgulf pertenecía al gobierno de Canadá.
En 1991, Elf Aquitaine fue incluido en la NYSE.
En 1993, Elf obtuvo un contrato exclusivo para los campos petrolíferos iraquíes por parte del líder iraquí Saddam Hussein.

### Escándalos fraudulentos (1993-1996)
El escándalo de Elf, que salió a la luz en 1994 en Francia, según The Guardian:
'La mayor investigación por fraude en Europa desde la Segunda Guerra Mundial... Elf se convirtió en un banco privado para ejecutivos que gastaron 200 millones de libras en favores políticos, amantes, joyas, bellas artes, villas y apartamentos'.
Nadhmi Auchi, nacido en Irak y considerado por aquel entonces uno de los diez hombres más ricos de Gran Bretaña, recibió una condena en suspenso de 15 meses y una multa de 1,5 millones de libras por aceptar comisiones ilegales. Auchi también estuvo vinculado al escándalo de Clearstream. Es el principal accionista privado del banco BNP Paribas; y hasta 2001, el dinero del programa Petróleo por Alimentos se transfirió a la cuenta de depósito en garantía de BNP Paribas.
Además, la magistrada Eva Joly investigó el caso. En el acuerdo Leuna/Minol tras la reunificación alemana, Elf Aquitaine se hizo cargo de cerca de 2.500 parcelas de gasolineras vacías en la antigua Alemania del Este sin pagar a sus legítimos propietarios.

### Fusión y Total S.A. (1996–2022)
En 1996, el gobierno francés vendió su participación, conservándose una acción de oro.
En 2000, Elf Aquitaine se fusionó con Total Fina para formar TotalFinaElf, que cambió su nombre a Total en 2003.
Las investigaciones legales sobre la empresa continuaron después de que fue comprada por Totalfina.

## Asociaciones de automóviles y motocicletas
Elf Aquitaine es un combustible y aceite de motor recomendado oficialmente para todas las marcas de la alianza Renault-Nissan-Mitsubishi (incluidas Renault (compartida con BP, Aral y Castrol), Nissan, Dacia, Datsun, Alpine, Venucia, Renault Korea Motors e Infiniti) y Brough Superior solo para automóviles, así como Kawasaki solo para motocicletas.

## Deporte

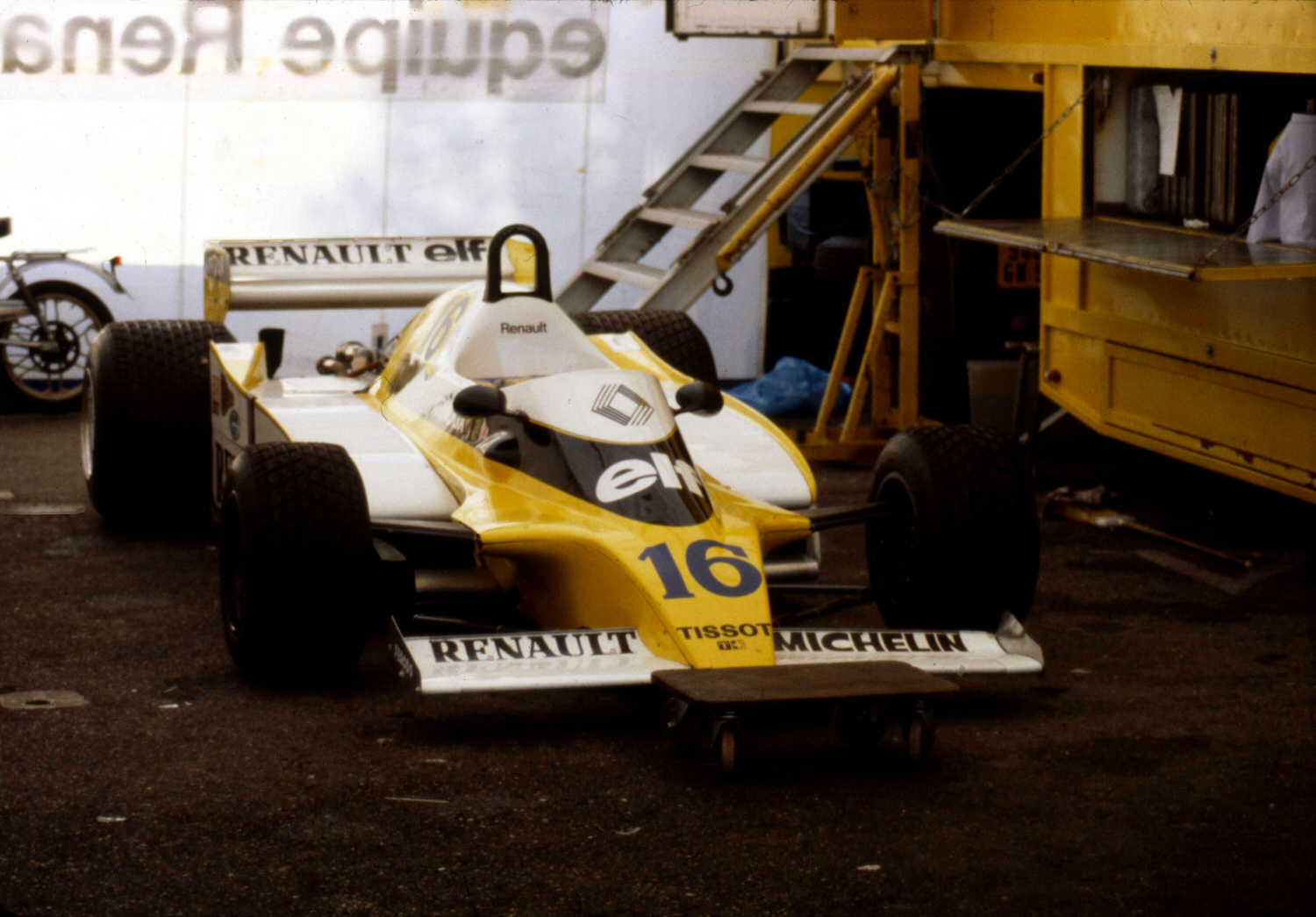
Renault RS10, coche de Fórmula 1 en 1979

Desde sus inicios, Elf utilizó el automovilismo como medio de promoción. Comenzó con una asociación de cuatro años con Matra en un programa de Fórmula 3 francesa. Esto resultó en la victoria de Henri Pescarolo. El Campeonato Europeo de Fórmula 2 recayó en Matra al año siguiente con Jean-Pierre Beltoise. En 1969, la pareja ganó el Campeonato Mundial de Fórmula 1 con Tyrrell y Jackie Stewart.
El objetivo de ganar las 24 Horas de Le Mans no se logró hasta 1972, cuando Elf y Matra ya habían tomado caminos separados. Elf, entonces propiedad de Francia, emprendió una política para reconstruir y promover el automovilismo francés. Entabló una larga relación con Renault, que también era propiedad del gobierno francés en aquel entonces. Renault promovió el uso de aceites Elf en sus coches de carretera, mientras que sus monoplazas de Fórmula 1 también contaban con el patrocinio de Elf. Esto cambió en 2009, cuando los coches Renault de Fórmula 1 reemplazaron los logotipos de Elf por los de Total.
El programa más famoso para promocionar a jóvenes pilotos se remonta a principios de la década de 1970, cuando el director de marketing de Elf, François Guiter, fundó lo que se conoció como el Volant Elf. Los pilotos más rápidos de cada circuito de las Escuelas de Carreras de Winfield, Magny Cours y Paul Ricard, debían regresar a la escuela en otoño para determinar quién era el piloto más rápido del año. Los dos ganadores recibían un presupuesto completo para competir al año siguiente en la Fórmula Renault. Si eran lo suficientemente rápidos, Elf los retenía en la Fórmula Tres y luego en la Fórmula Dos (o posteriormente en la Fórmula 3000), y finalmente conseguían un puesto en la Fórmula Uno. Los dos primeros Pilotes Elf fueron Patrick Tambay y Didier Pironi. Ambos ganaron Grandes Premios.

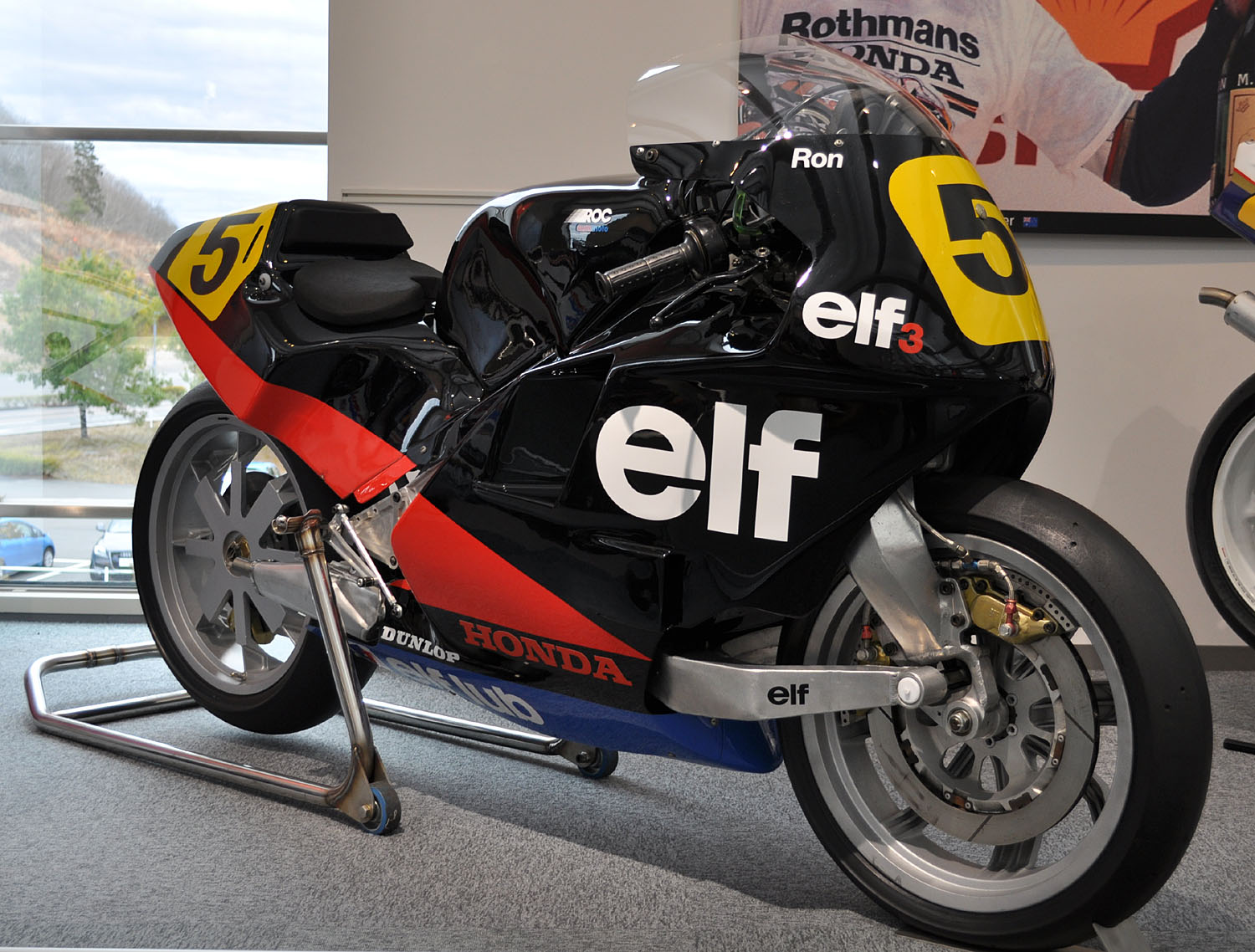
Motocicleta de carreras Elf Honda HRC 500cc Grand Prix de mediados de la década de 1980

A lo largo de los años les siguieron Alain Prost, Pascal Fabre, Olivier Grouillard, Paul Belmondo, Éric Bernard, Érik Comas y Olivier Panis, todos ellos convertidos en pilotos de Fórmula 1. Además, Elf a menudo reclutaba a otros buenos pilotos y los patrocinaba, creando una generación de pilotos franceses de primer nivel en los años 80 y principios de los 90.
Cuando Guiter se retiró, Elf decidió cambiar su política y se implementó un programa revisado. Este buscaba crear un programa para pilotos, mecánicos e ingenieros. Llamado "La Filière", este programa financió hasta ocho pilotos cada año en el Campus Elf de Fórmula Renault y cuatro en la Fórmula 3. Los recortes presupuestarios entre 2008 y 2012 redujeron el número de pilotos franceses que accedieron a puestos en la Fórmula 1.
Elf también suministra combustibles y lubricantes para dos torneos de carreras de autos de fórmula monoplaza de ruedas abiertas de alimentación junior de Fórmula Uno GP2 Series (más tarde rebautizado como Campeonato de Fórmula 2 de la FIA en 2017) desde 2005 y GP3 Series desde 2010 (más tarde rebautizado como Campeonato de Fórmula 3 de la FIA en 2019) respectivamente, debido a que, de hecho, Mecachrome tiene una asociación técnica a largo plazo con Elf desde 1969 hasta 2022.
Elf también suministra combustibles estándar de etanol E10 para todos los campeonatos GT propiedad de SRO. En 2023, Elf se convirtió en patrocinador de la serie TCR Australia.